# Asociația Cluburilor Europene
Asociația Cluburilor Europene (engleză European Club Association), abreviat ECA, este unicul organ independent ce reprezintă direct cluburile de fotbal la nivel european. ECA există pentru a proteja și promova cluburile europene de fotbal. Scopul său e să creeze un nou, mai democratic model de guvernare care reflectă pe deplin rolul cheie al cluburilor în fotbal.

## Membri fondatori
Următoarele 16 cluburi au fondat ECA în 2008:
| Belgium - Anderlecht Croatia - Dinamo Zagreb Denmark - Copenhagen England - Chelsea - Manchester United | France - Lyon Germany - Bayern München Greece - Olympiacos | Italy - Juventus - Milan Malta - Birkirkara Netherlands - Ajax | Portugal - Porto Scotland - Rangers Spain - Barcelona - Real Madrid |

## Membri actuali ai ECA
Aceasta este lista completă a tuturor membrilor ECA.
| Țara                  | Cluburi |
| --------------------- | --- |
| Albania               | Tirana - Vllaznia |
| Andorra               | Sant Julià - FC Santa Coloma |
| Armenia               | Pyunik - Banants - Mika |
| Austria               | Red Bull Salzburg - Austria Wien - Rapid Wien - Sturm Graz |
| Azerbaidjan           | Baku - Neftchi - AZAL - Xäzär Länkäran FK |
| Belarus               | BATE Borisov - Dinamo Minsk - Shakhtyor Soligorsk |
| Belgia                | Anderlecht - Club Brugge - Standard Liège - Gent - Genk |
| Bosnia și Herțegovina | Sarajevo - Široki Brijeg - Željezničar |
| Bulgaria              | Levski Sofia - Litex Lovech - CSKA Sofia |
| Croația               | Dinamo Zagreb - Hajduk Split |
| Cipru                 | Anorthosis Famagusta - Apoel - Omonia Nicosia |
| Cehia                 | Slavia Praga - Viktoria Plzeň - Sparta Praga - Slovan Liberec - Teplice |
| Danemarca             | Copenhagen - Aalborg - Nordsjælland - Odense - Brøndby |
| Anglia                | Manchester United - Chelsea - Arsenal - Liverpool - Manchester City - Aston Villa - Everton - Fulham - Newcastle United - Tottenham Hotspur                                        |
| Estonia               | Levadia Tallinn - Flora Tallinn |
| Insulele Feroe        | HB Tórshavn - EB/Streymur - B36 Tórshavn - NSÍ Runavík |
| Finlanda              | Honka Espoo - HJK Helsinki - MYPA - TPS Turku - FC Inter Turku |
| Franța                | Lyon - Bordeaux - Marseille - Paris Saint-Germain - Lille - AS Monaco - Montpellier - Rennes                                                                                       |
| Georgia               | Dinamo Tbilisi - WIT Georgia - Zestafoni |
| Germania              | Bayern München - Schalke 04 - Borussia Dortmund - Werder Bremen - VfB Stuttgart - Bayer Leverkusen - Borussia Mönchengladbach - Eintracht Frankfurt - Hamburger SV - VfL Wolfsburg |
| Grecia                | Olympiacos- PAOK - Atromitos FC - Aris - Panathinaikos |
| Ungaria               | Debreceni - Budapest Honvéd FC - Ferencváros - Győri - Videoton FC |
| Islanda               | KR Reykjavík - FH - Keflavík |
| Israel                | Hapoel Tel-Aviv - Maccabi Haifa- Bnei-Yehuda - Maccabi Tel-Aviv FC |
| Italia                | Internazionale - Milan - Roma - Juventus - ACF Fiorentina - Parma - Napoli - Sampdoria - Udinese Calcio                                                                            |
| Kazahstan             | Aktobe - FK Shakter Karaganda - FC Irtysh Pavlodar |
| Letonia               | Ventspils - Liepājas Metalurgs - Skonto |
| Lituania              | Erkanas - Sūduva |
| Liechtenstein         | Vaduz |
| Luxemburg             | F91 Dudelange - Grevenmacher |
| Macedonia de Nord     | Rabotnički - Vardar |
| Malta                 | Valletta - Birkirkara |
| Republica Moldova     | Sheriff Tiraspol - Zimbru Chișinău - Dacia Chișinău |
| Muntenegru            | Budućnost Podgorica - Zeta |
| Țările de Jos         | PSV Eindhoven - Ajax - Twente - AZ Alkmaar - Feyenoord - Heerenveen - Utrecht |
| Irlanda de Nord       | Linfield - Cliftonville - Crusaders FC - Glentoran FC |
| Norvegia              | Rosenborg - Molde FK - Brann - Lillestrøm - Vålerenga - Viking |
| Polonia               | Lech Poznań - Wisła Kraków - Legia Varșovia |
| Portugalia            | Porto - Benfica - Sporting - Braga - Marítimo |
| Irlanda               | St Patrick's Athletic - Shamrock Rovers FC |
| România               | Steaua București - CFR Cluj - Oțelul Galați - FC Botoșani |
| Rusia                 | CSKA Moscow - Zenit St. Petersburg - Rubin Kazan - Spartak Moscow - Lokomotiv Moscow                                                                                               |
| San Marino            | Tre Fiori - Murata |
| Scoția                | Celtic - Motherwell FC - Aberdeen FC - Hearts - *Rangers |
| Serbia                | Partizan - Steaua Roșie Belgrad - Vojvodina |
| Slovacia              | Žilina - Slovan Bratislava - Ružomberok |
| Slovenia              | Maribor - Domžale - NK Olimpija Ljubljana |
| Spania                | Barcelona - Real Madrid - Valencia - Atlético Madrid - Villarreal - Athletic Bilbao - Málaga - Sevilla - Real Sociedad                                                             |
| Suedia                | Helsingborg - Elfsborg - Djurgården - Göteborg |
| Elveția               | Basel - Zürich - Young Boys - Thun - Grasshopper |
| Turcia                | Galatasaray - Trabzonspor - Bursaspor - Fenerbahçe - Beșiktaș |
| Ucraina               | Shakhtar Donetsk - Dynamo Kyiv - Dnipro Dnipropetrovsk - Metalist Kharkiv |
| Țara Galilor          | The New Saints - Bangor City |